# Ducado de Bohemia
El Ducado de Bohemia, también conocido posteriormente como el Ducado Checo, (en checo: České knížectví) fue una monarquía y un principado del Sacro Imperio Romano en Europa Central durante la Baja Edad Media y Alta Edad Media. Fue formado alrededor del 870 por los checos como parte del reino de la Gran Moravia. Bohemia propiamente dicha se separó de la desintegración de Moravia después de que el duque Spytihnev jurara fidelidad al rey de Francia Oriental Arnulfo en 895.
Mientras que los duques de Bohemia de la dinastía premislida, al principio gobernando en el Castillo de Praga y Levý Hradec, trajeron más propiedades bajo su control, La cristianización de Moravia iniciada por los santos Cirilo y Metodio fue continuada por los obispos francos de la diócesis católica de Ratisbona y la diócesis católica de Passau. En 973, la Arquidiócesis de Praga fue fundada a través de los esfuerzos conjuntos del duque  Boleslao II, duque de Bohemia y el emperador Otón I del Sacro Imperio Romano Germánico. El difunto duque Wenceslao, asesinado por su hermano menor Boleslao en 935, se convirtió en el patrón de la tierra.
Mientras las tierras eran ocupadas por el rey de Polonia Boleslao I y las luchas internas sacudieron a la dinastía Přemyslid, el duque Vladivoj (en) recibió a Bohemia como un feudo de las manos del rey franco oriental  Enrique II, en 1002 y el ducado se convirtió en un Estado Imperial del Sacro Imperio Romano Germánico. El Ducado de Bohemia fue elevado a un Reino de Bohemia hereditario, cuando el duque Ottokar I aseguró su elevación por el rey alemán Felipe de Suabia en 1198. El Přemyslids permaneció en el poder durante toda la Alta Edad Media, hasta la extinción de la línea masculina con la muerte del rey Wenceslao III de Bohemia en 1306.

## Historia
Las tierras comprendidas en el Bosque de Bohemia, los Montes Metálicos, los Sudetes y las Tierras Altas de Bohemia-Moravia fueron colonizadas por tribus de Bohemia alrededor de 550. En el siglo VII, los checos locales formaban parte de la unión liderada por el mercader franco Samo (m. 658). Bohemia como término geográfico, probablemente derivado de las tribus celtas (galas) Boyos, apareció por primera vez en las fuentes francas del siglo IX. En 805 el emperador Carlomagno se preparó para conquistar las tierras, invadiendo Bohemia en 805 y sitiando la fortaleza de Canburgo. Sin embargo, las fuerzas checas evitaron la batalla abierta y se retiraron a los profundos bosques para lanzar ataques de guerrilla. Después de cuarenta días el emperador tuvo que retirar sus fuerzas por la falta de suministros. Cuando las fuerzas francas volvieron al año siguiente quemando y saqueando las tierras de Bohemia, las tribus locales finalmente tuvieron que someterse y se hicieron dependientes del Imperio Carolingio.

## Gran Moravia

Gran Moravia bajo el gobierno de Svatopluk I (871-894)

Mientras que el reino franco se desintegró a mediados del siglo IX, Bohemia cayó bajo la influencia del estado de la Gran Moravia que se estableció alrededor del año 830. En 874 el duque  Svatopluk I llegó a un acuerdo con el rey franco-oriental Luis el Germánico, que confirmó su autoridad en Bohemia. Con la fragmentación de Gran Moravia bajo la presión de las incursiones  magiares hacia el año 900, Bohemia comenzó a formarse como un principado independiente. Ya en el año 880, el príncipe  Borivoj de Levý Hradec, inicialmente diputado del duque Svatopluk I que había sido bautizado por el arzobispo de Gran Moravia,  Metodio de Salónica, en el año 874, trasladó su residencia al castillo de Praga y comenzó a someter la cuenca del Moldava.
La Gran Moravia recuperó brevemente el control del emergente principado de Bohemia al morir Bořivoj en 888/890 hasta que, en 895, su hijo Spytihnev junto con el príncipe eslavo Witizla juró lealtad al rey franco oriental Arnulfo de Carintia en Ratisbona. Él y su hermano menor Bratislao I de Bohemia gobernaron entonces sobre Bohemia Central alrededor de Praga. Pudieron proteger su reino de las fuerzas magiares que aplastaron un ejército franco-oriental en la Batalla de Bratislava de 907 durante la conquista húngara de la cuenca de los Cárpatos. Aislado de Bizancio por la presencia húngara, el principado de Bohemia existió como estado independiente aunque todavía a la sombra de Francia Oriental; los duques rindieron homenaje a los duques bávaros a cambio de la confirmación del tratado de paz. El hijo de Bratislao,  Venceslao I, que gobernó desde 921, ya fue aceptado como jefe de la unión tribal de Bohemia; sin embargo, tuvo que hacer frente a la enemistad de su vecino, el duque Arnulfo de Baviera, y de su poderoso aliado, el rey sajón Enrique I de Sajonia. Venceslao mantuvo su autoridad ducal sometiéndose al rey Enrique en 929, y luego fue asesinado por su hermano Boleslao.

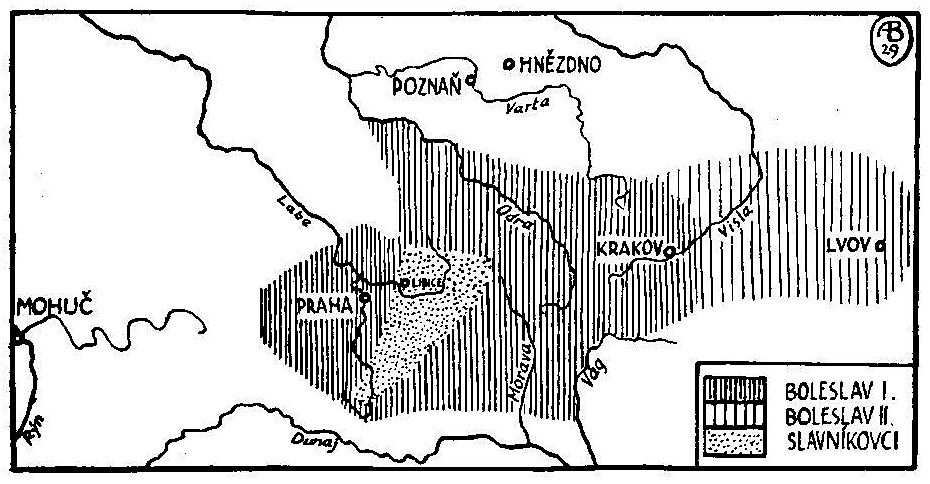
Ducado de Bohemia bajo Boleslao I y Boleslao II.

Asumiendo el trono de Bohemia en 935, el duque Boleslao conquistó las tierras adyacentes de Moravia y Silesia, y se expandió más lejos hasta Cracovia en el este. Ofreció su oposición al sucesor de Enrique, el rey Otón I, dejó de pagar el tributo, atacó a un aliado de los sajones en el noroeste de Bohemia y en 936 se trasladó a Turingia. Después de un prolongado conflicto armado, el rey Otón I sitió un castillo propiedad del hijo de Boleslao en 950 y Boleslao finalmente firmó un tratado de paz por el que reconocía la soberanía de Otón y prometía reanudar el pago del tributo. Como aliado del rey, sus tropas bohemias junto con las fuerzas del Reino de Germania lucharon en la batalla de Lechfeld de 955 y después de la derrota de los magiares recibieron las tierras de Moravia en reconocimiento de sus servicios.
Los abrumadores merodeadores húngaros tuvieron los mismos beneficios para los alemanes y los checos. Menos obvio es lo que  Boleslav I el Cruel quiso ganar con su participación en la guerra contra las tribus obotritas en el lejano norte, cuando aplastó un levantamiento de dos duques eslavos (Stojgněv y Nakon) en la Marca Billunga. Probablemente Boleslav quería asegurarse de que los vecinos alemanes no interfirieran en su expansión de Bohemia hacia el este.
Es significativo que el Obispado de Praga, fundado en 973 durante el reinado del duque Boleslao II, estaba subordinado al Arzobispado de Maguncia. Así, al mismo tiempo que los gobernantes de Přemyslid utilizaban la alianza alemana para consolidar su dominio contra una nobleza regional perpetuamente rebelde, luchaban por conservar su autonomía en relación con el imperio. El principado de Bohemia se consolidó definitivamente en 995, cuando Přemyslids derrotó a sus rivales eslavos, unificó las tribus checas y estableció una forma de gobierno centralizada, sin embargo, sacudida por las luchas dinásticas internas.[cita requerida]

## Sacro Imperio Romano Germánico

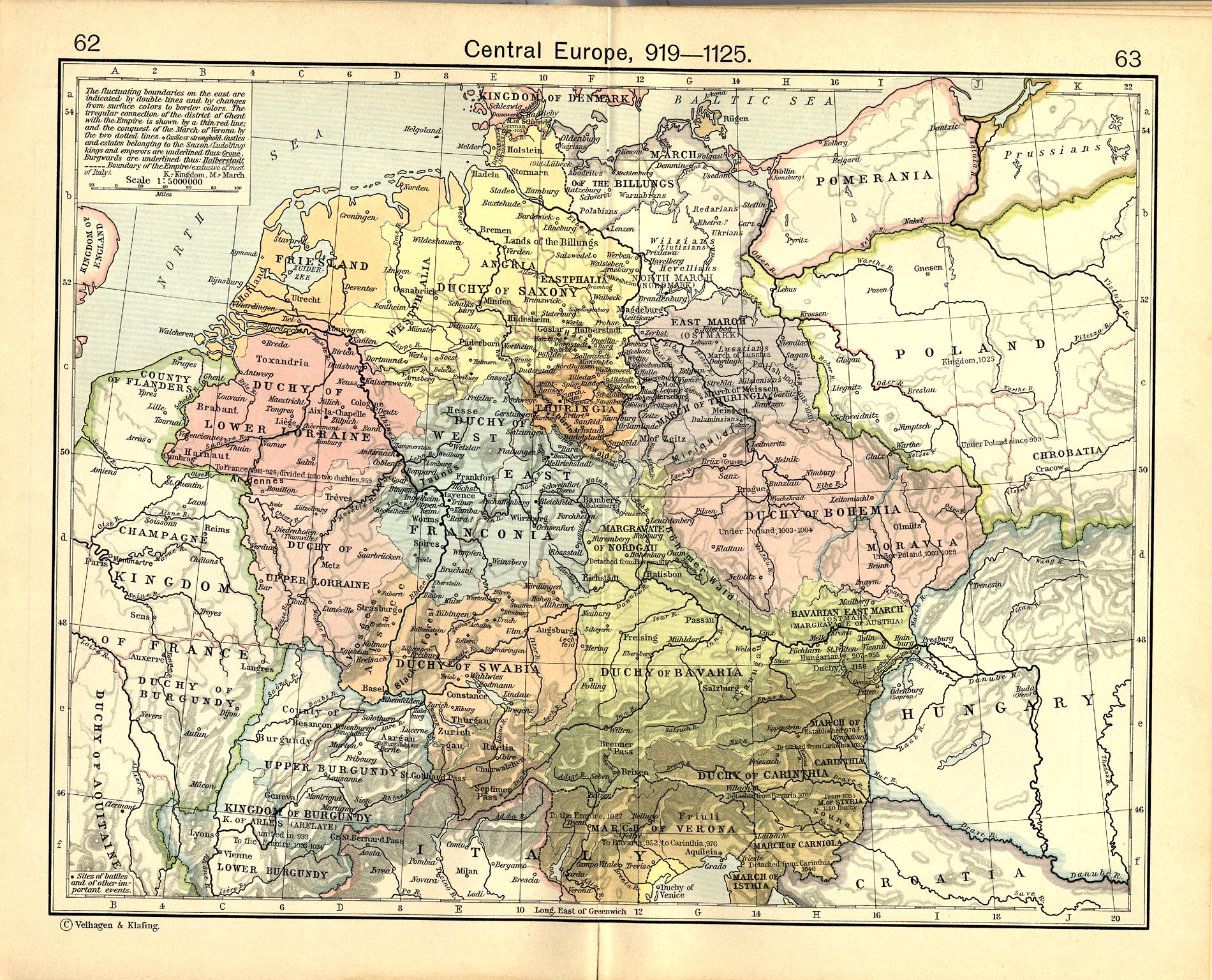
Ducado de Bohemia dentro de Europa Central en 919-1125

En 1002, el duque Vladivoj fue enfeudado con el Ducado de Bohemia de las manos del Rey Enrique II de Alemania. Con este acto, lo que había sido un ducado totalmente soberano se convirtió en parte del Sacro Imperio Romano Germánico. Después de la muerte de Vladivoj al año siguiente, el duque polaco Bolesław I el Valiente invadió Bohemia y Moravia. En 1004, después de que los polacos fueran expulsados de Bohemia con la ayuda de Enrique II, el duque Jaromír (en) recibió el ducado en feudo del rey.
El duque Bretislao I de Bohemia readquirió las tierras de Moravia en 1019 o 1029, que a partir de ese momento fueron gobernadas por un hijo menor del duque/rey de Bohemia. Hacia 1031, Bretislao invadió Hungría para impedir su futura expansión, y en 1035 ayudó al Emperador contra los lusitanos. En 1039 invadió Polonia, capturó Poznan y asoló Gniezno; después de eso conquistó parte de Silesia incluyendo Breslavia. La destrucción de Gniezno empujó a los gobernantes polacos a trasladar su capital a Cracovia. En 1040 Bretislao derrotó la invasión del rey alemán Enrique en Bohemia en la batalla en Brůdek. Pero al año siguiente Enrique sitió a Bretislao en Praga y le obligó a renunciar a todas sus conquistas excepto a Moravia. En 1047 Enrique negoció un tratado de paz entre Bretislao y los polacos.
El hijo de Bretislao,  Bratislao II, apoyó a Enrique contra el Papa, los antirreyes y las rebeliones en Sajonia en su largo reinado. Las tropas bohemias mostraron una valentía notable y en 1083 entró en Roma con Enrique y sus fuerzas armadas. Enrique le concedió por su apoyo el título de rey vitalicio, por lo que Bratislao se convirtió en el primer rey de Bohemia en 1085. Para su sucesor, Bretislao II, la política exterior se dirigió principalmente contra el conflicto de Silesia cuando los polacos no pagaron una cuota por las áreas una vez que Bretislao I renunció.
En 1147 el duque de Bohemia Bratislao II acompañó al rey alemán Conrado III en la segunda cruzada, pero detuvo su marcha en Constantinopla. Gracias a su apoyo militar contra las ciudades del norte de Italia, especialmente Milán, al emperador  Federico Barbarroja, Vladislao fue elegido rey de Bohemia el 11 de enero de 1158, convirtiéndose en el segundo rey de Bohemia.

## Economía
La extracción de estaño y plata comenzó en los Montes Metálicos a principios del siglo XII.

## Reino de Bohemia

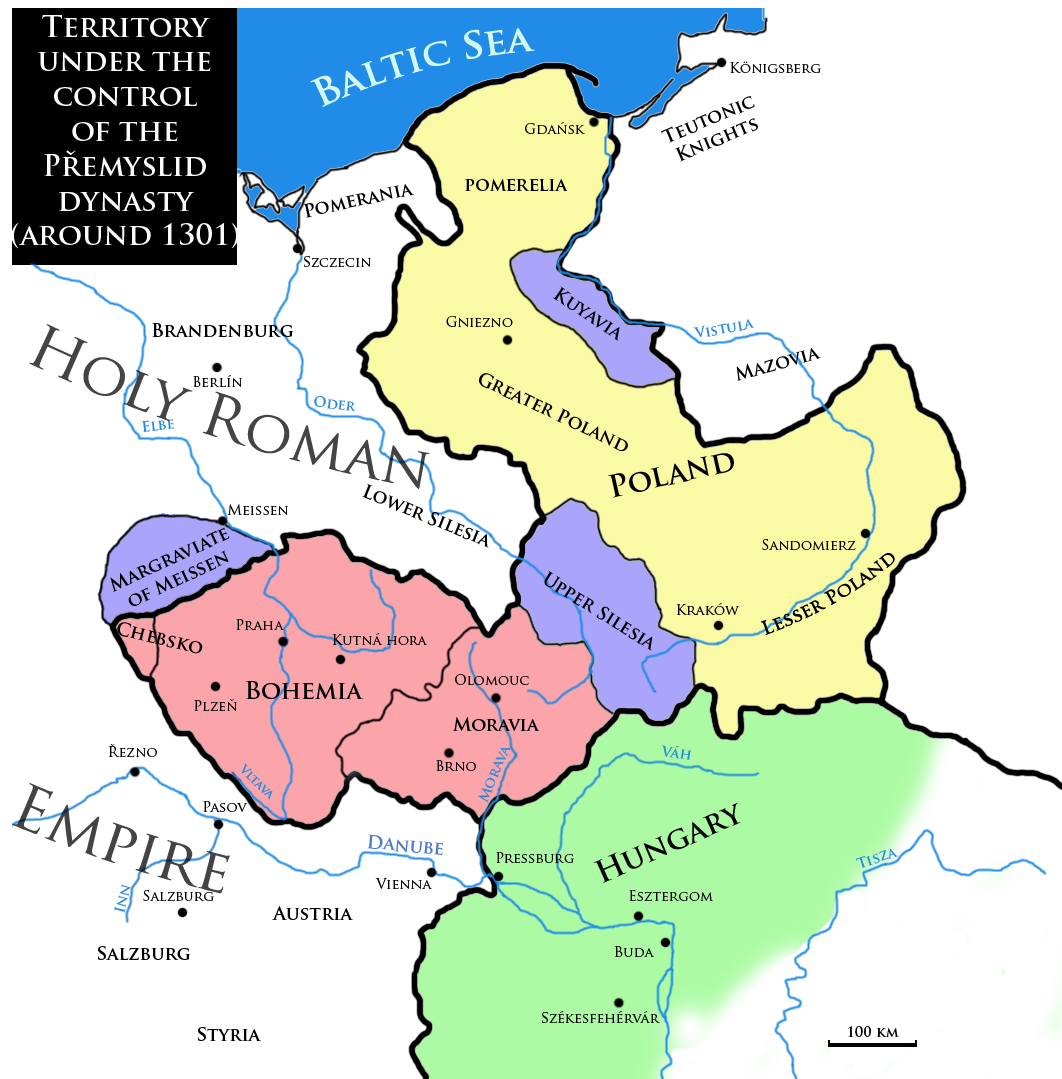
Territorio bajo el control de la dinastía Přemyslid alrededor de 1301

Durante la guerra civil alemana entre el rey  Hohenstaufen Felipe de Suabia y su rival güelfo, Otón IV, el duque Ottokar I de Bohemia decidió apoyar a Felipe, por lo que fue premiado con una coronación real en 1198 y esta vez el título fue hereditario. En 1200, sin embargo, Ottokar abandonó su pacto con Felipe y declaró para la facción güelfa. Tanto Otón como el papa Inocencio III aceptaron posteriormente a Ottokar como rey hereditario de Bohemia. El principado de Bohemia renació entonces en el Reino de Bohemia.
En 1212, Ottokar I, que llevaba el título de «rey» desde 1198, obtuvo la Bulla Áurea de Sicilia, un edicto formal del emperador  Federico II confirmando el título real para él y sus descendientes, por el que su ducado se elevaba formalmente a reino. El rey de Bohemia debería estar exento de todas las obligaciones futuras con el Sacro Imperio Romano Germánico, excepto la participación en los consejos imperiales. La prerrogativa imperial de ratificar a cada gobernante de Bohemia y de nombrar al obispo de Praga fue revocada. El país alcanzó entonces su mayor extensión territorial y es considerado como la Edad de Oro.
Tras la extinción de la dinastía premislida, las Tierras de la Corona de Bohemia fueron gobernadas por la Casa de Luxemburgo desde 1310 hasta la muerte del emperador  Segismundo en 1437. Después de la Edad Media, el Reino de Bohemia permaneció bajo el gobierno de la Casa de Habsburgo desde 1526 hasta el colapso del Imperio austrohúngaro después de la Primera Guerra Mundial.